# Errol Morris
Errol Mark Morris (Hewlett, 5 febbraio 1948) è un regista documentarista statunitense.

## Biografia
Nato e cresciuto ad Hewlett, nello stato di New York, da una famiglia ebraica, nel 2004 ha vinto l'Oscar al miglior documentario per il film The Fog of War - La guerra secondo Robert McNamara.

## Filmografia
- Gates of Heaven (1978)
- Vernon, Florida (1981)
- La sottile linea blu (1988)
- La collina del demonio (The Dark Wind, 1991)
- Dal big bang ai buchi neri (A Brief History of Time, con Stephen Hawking, 1991)
- Fast, Cheap and Out of Control (1997)
- Mr. Death: The Rise and Fall of Fred A. Leuchter, Jr. (1999)
- The Fog of War - La guerra secondo Robert McNamara (The Fog of War, 2003)
- Standard Operating Procedure - La verità dell'orrore (Standard Operating Procedure, 2008) (sullo scandalo della prigione di Abu Ghraib)
- Tabloid (2010)
- The Unknown Known (2013)
- The B-Side: Elsa Dorfman's Portrait Photography (2016)
- Wormwood – miniserie TV (2017)
- American Dharma (2018)
- Separated (2024)
- L'operazione Chaos e gli omicidi Manson (Chaos: The Manson Murders) (2025)